# Historia Płocka

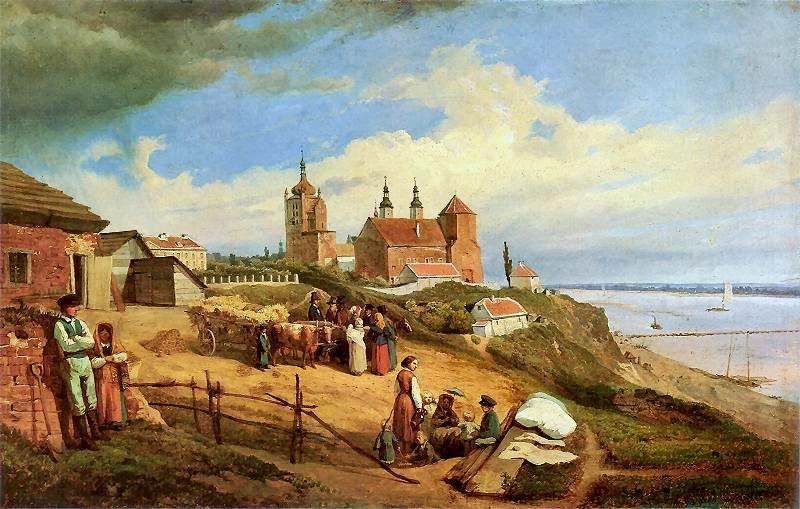
Widok Płocka (Wojciech Gerson)

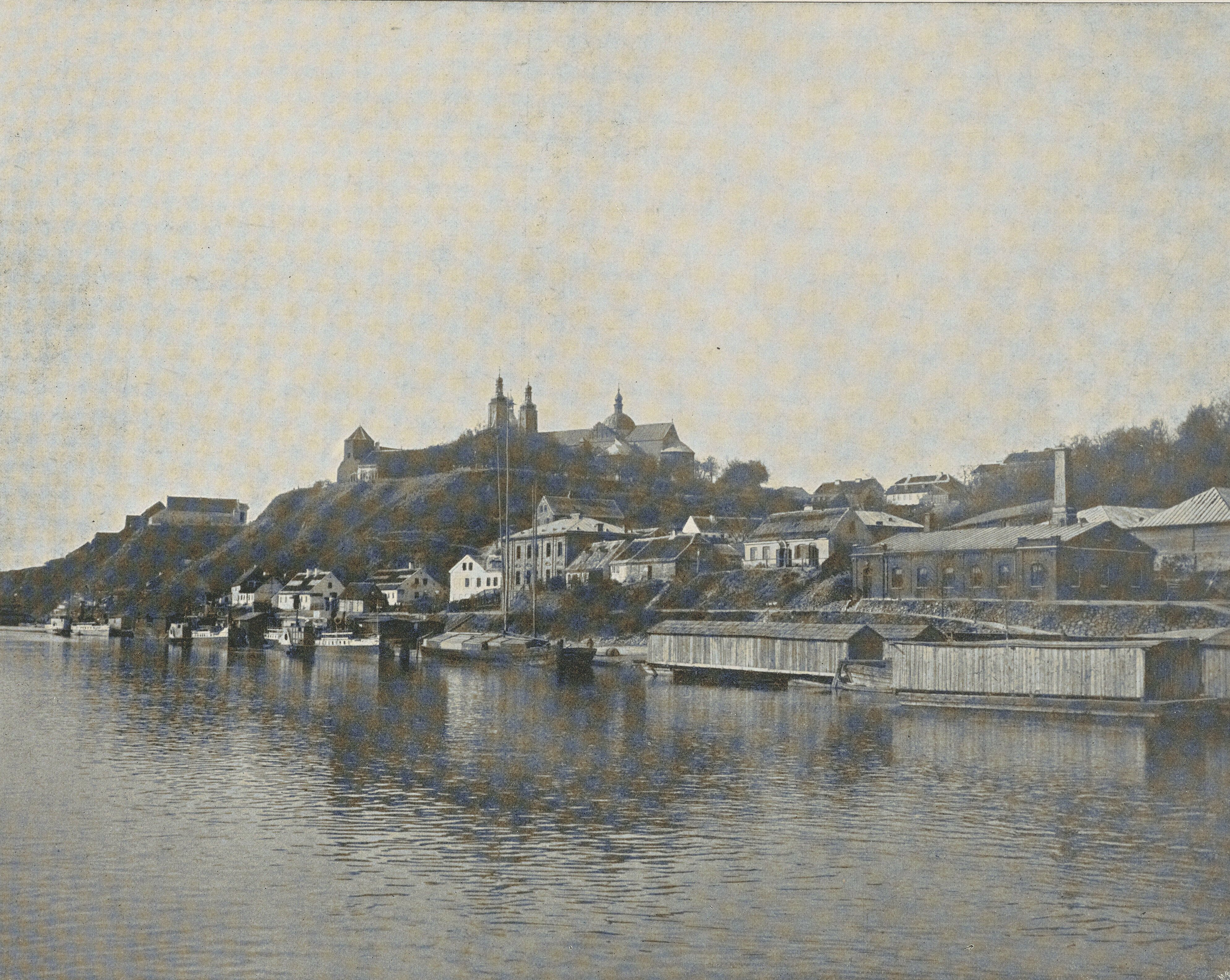
Panorama przed 1899

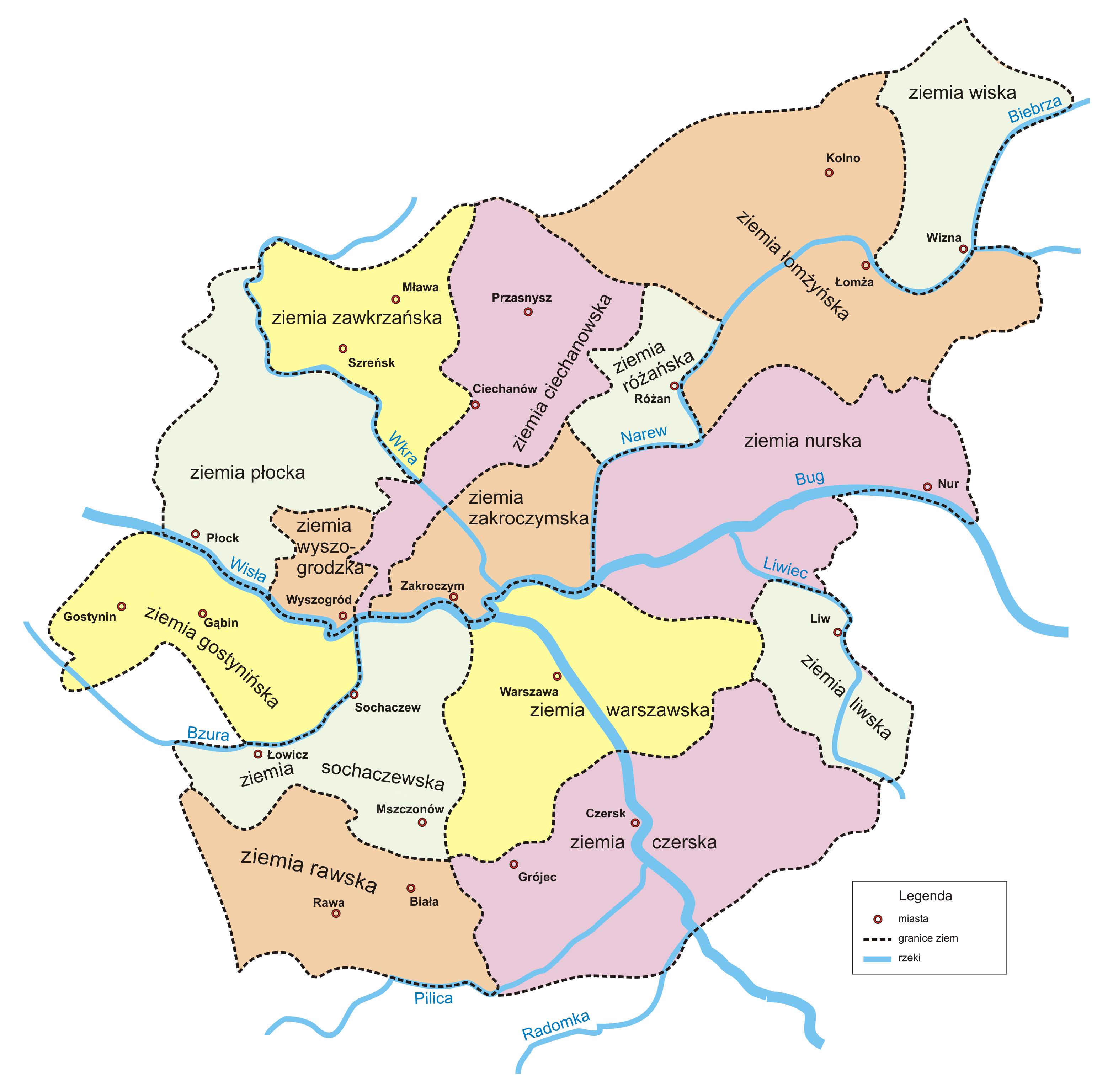
Mazowsze i ziemia płocka

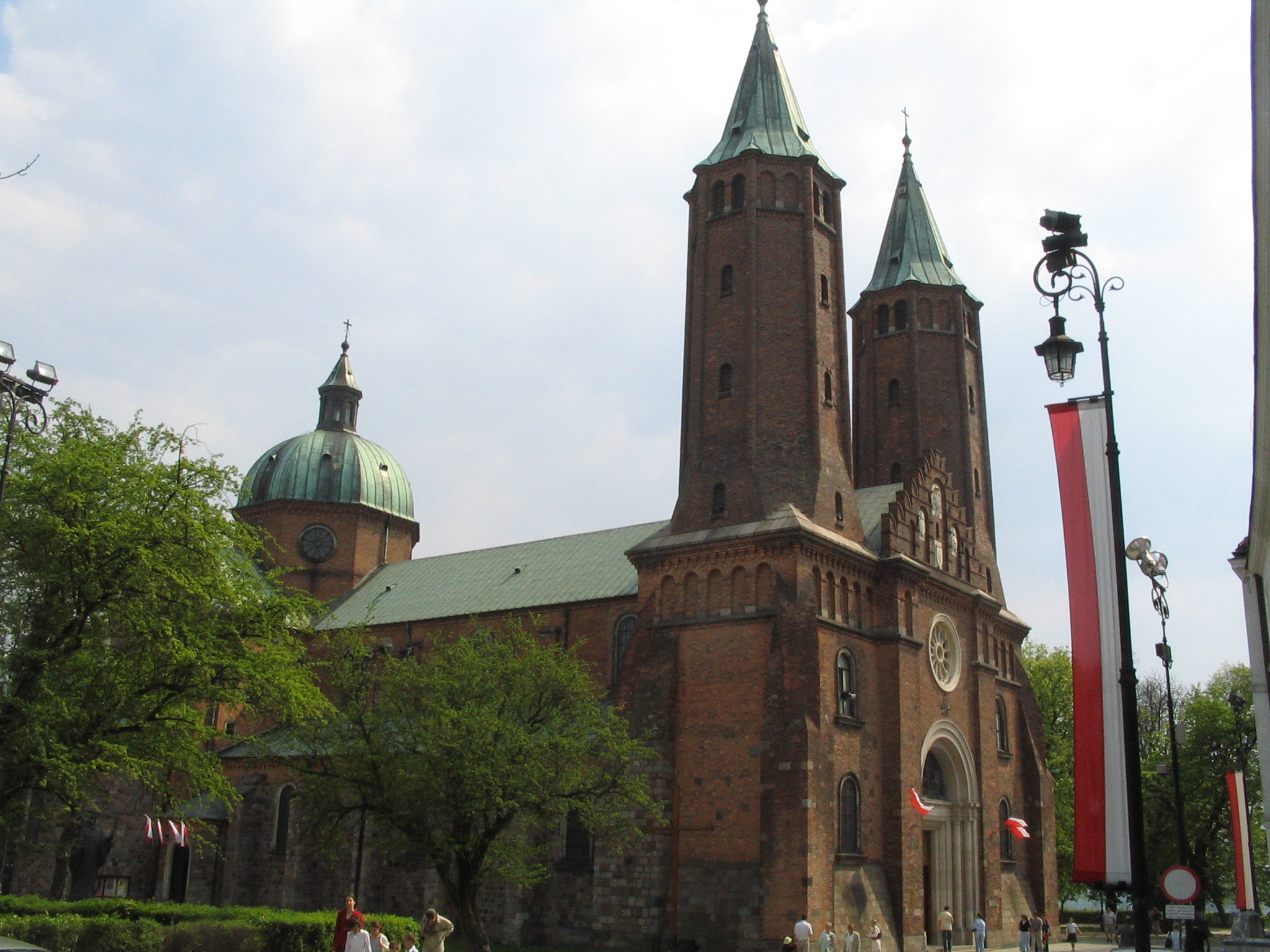
Katedra płocka

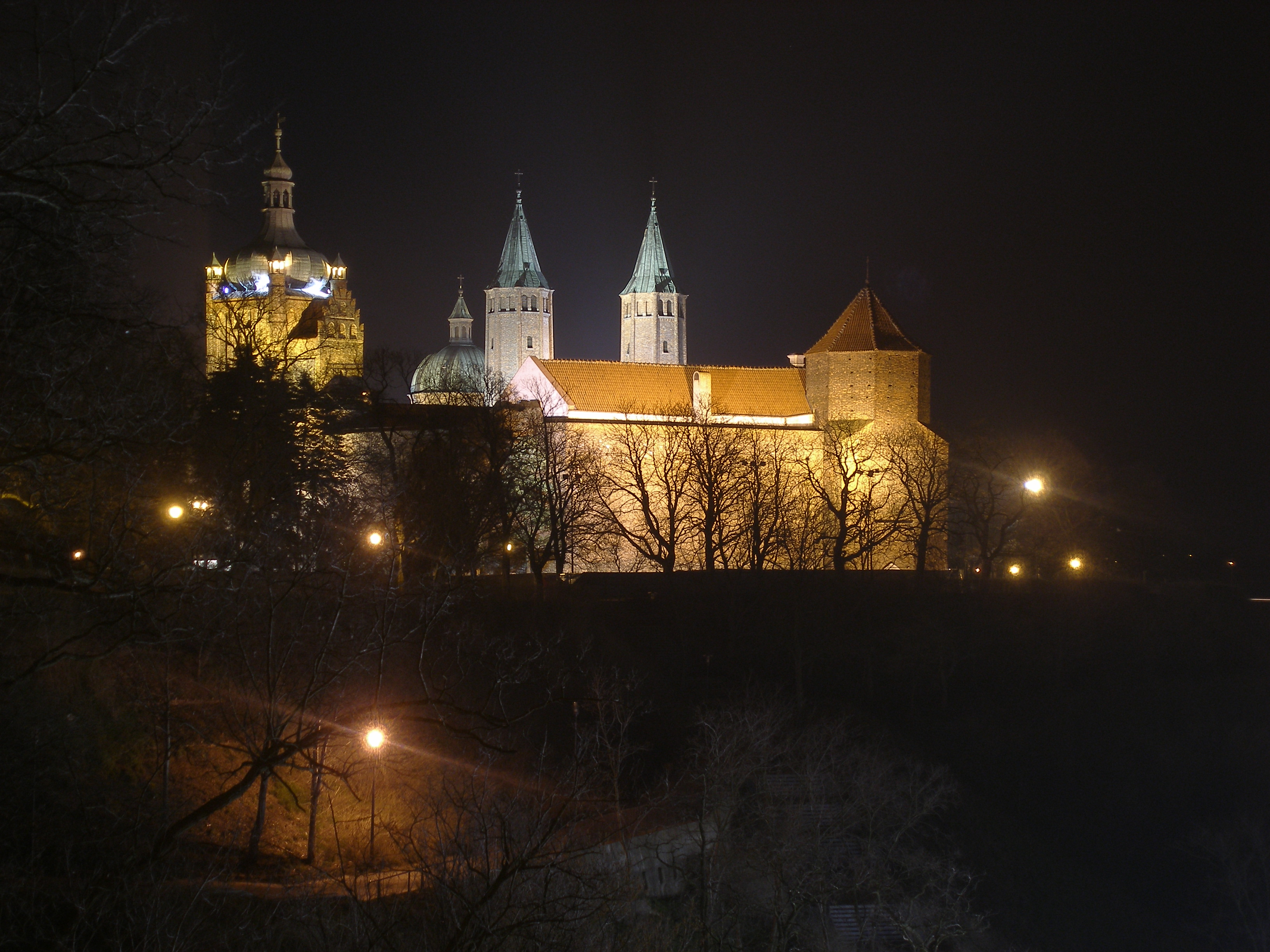
Wzgórze Tumskie

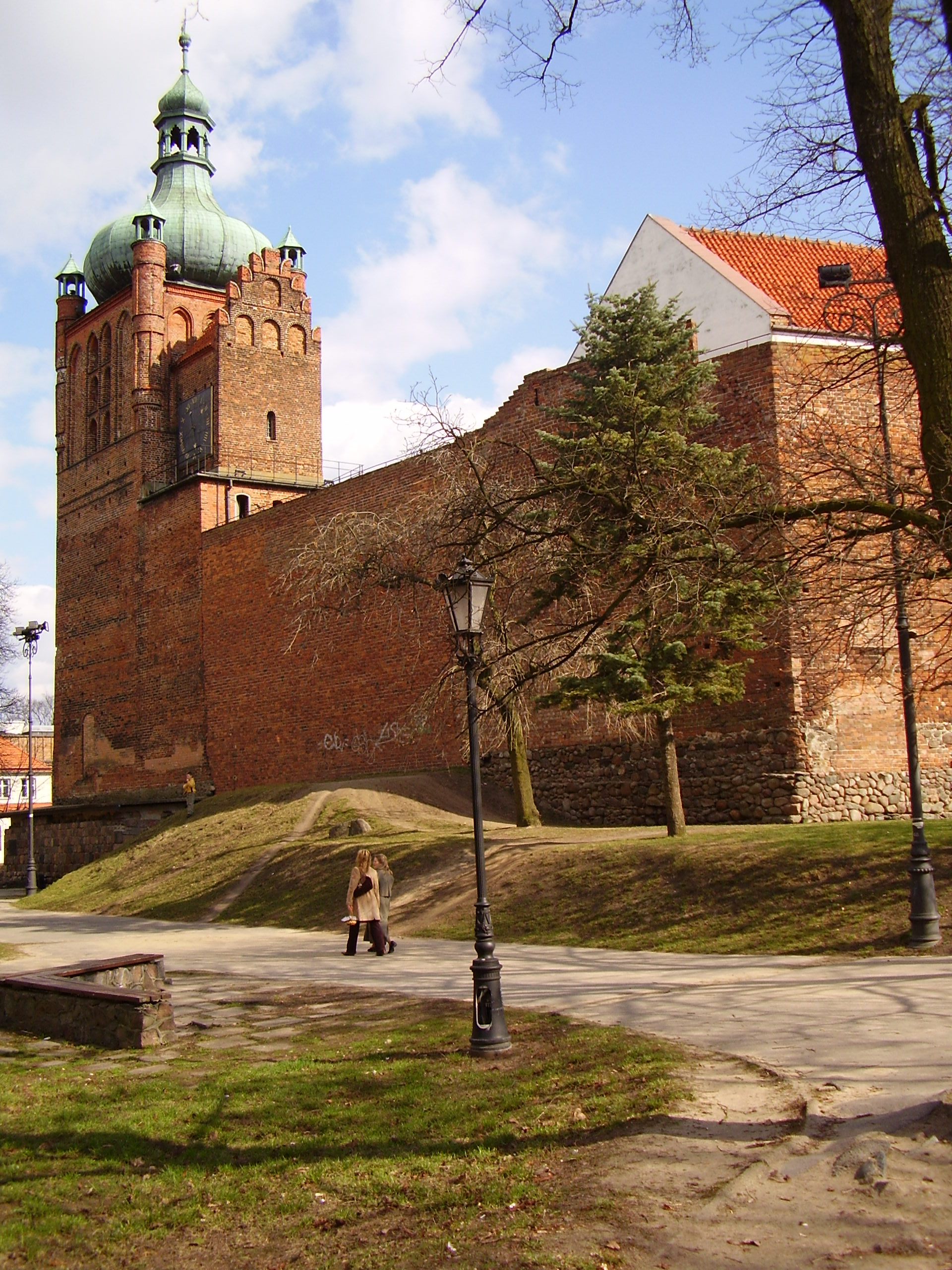
Wieża Zegarowa

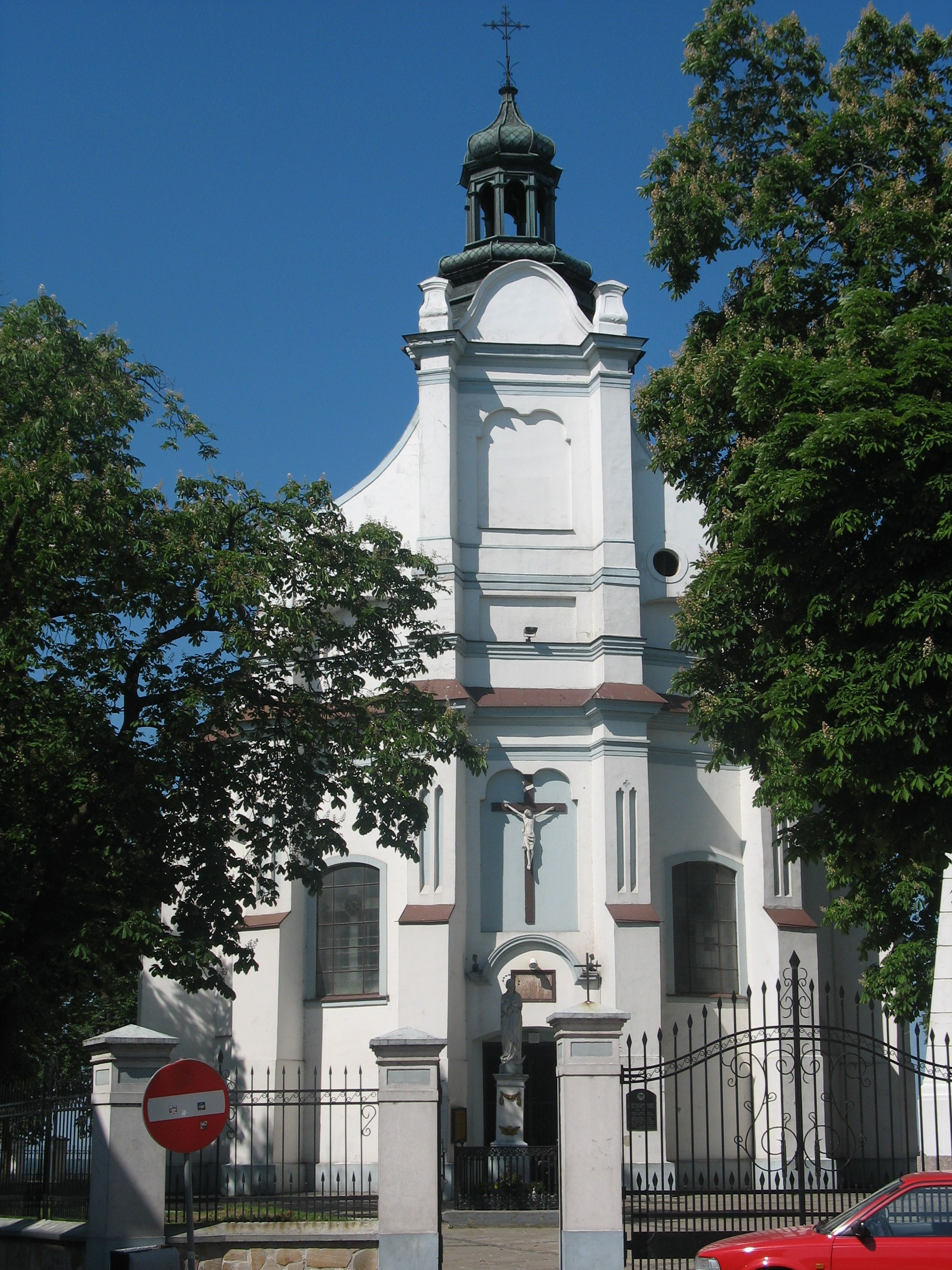
Kościół św. Bartłomieja

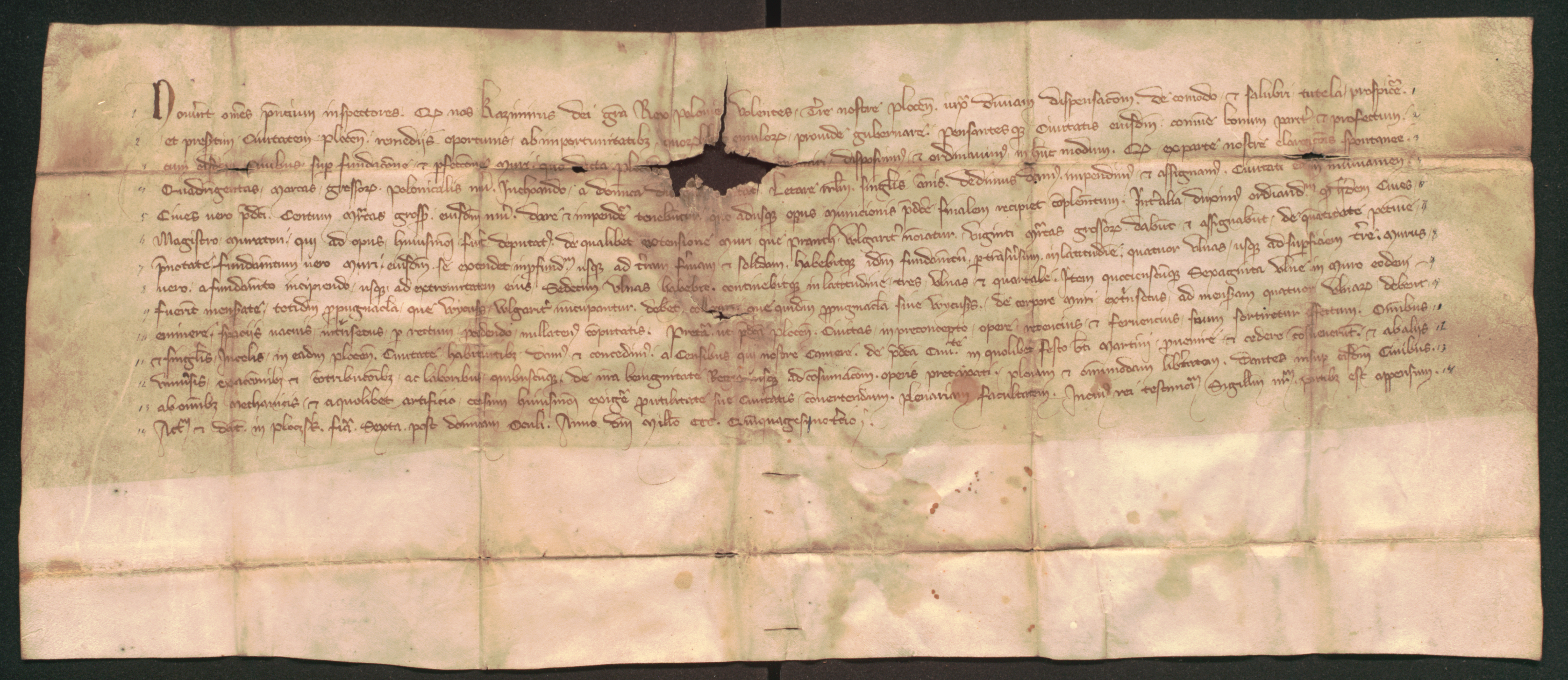
Kazimierz Wielki, król polski, wyznacza fundusz na budowę murów miejskich Płocka oraz ustala udział mieszczan płockich w ponoszeniu kosztów (1353 r., dokument przechowywany w Archiwum Głównym Akt Dawnych).

Historia Płocka

## Początki miasta Płocka
We wczesnym średniowieczu ważny ośrodek kultowy Słowian. Wykopaliska archeologiczne wykazały, że Płock założono w końcu X wieku. Najważniejszym miejscem kształtowania się ośrodka miejskiego było Wzgórze Tumskie, gdzie powstał pierwszy gród obronny. W czasach Mieszka I i Bolesława Chrobrego Mazowsze wchodziło w skład Państwa Polskiego jako jedna z najdawniejszych prowincji. Gród obwarowano wałem drewniano-ziemnym, od strony Wisły umocniony dodatkowo podwójną fosą. Uważa się, że właśnie od owego „płotu” pochodzi nazwa miasta.
Za najstarszą budowlę murowaną w Płocku należy uznać nieistniejący już na dziedzińcu opactwa romański kościół powstały w II poł. XI wieku w czasach panowania Władysława Hermana (dawniej błędnie interpretowany jako palatium z rotundą z czasów Chrobrego), który to kościół przebudowano następnie w wieku XII(?) oraz po raz trzeci u schyłku XII lub pocz. XIII w. W tym samym czasie, co wymieniony kościół powstała przed fasadą katedry budowla murowana z końca XI wieku wzniesiona pod późniejszą romańską rotundą z apsydą od wschodu, która istniała w tym miejscu do schyłku XIII w.

## Płock stolicą Polski
W latach 1037–1047 Płock stał się głównym grodem państwa Miecława, który będąc cześnikiem króla Polski Mieszka II podczas reakcji pogańskiej ogłosił się niezależnym władcą i następnie zbuntował się przeciwko jego synowi Kazimierzowi Odnowicielowi. Państwo Miecława nie istniało długo, gdyż w 1047 roku Kazimierz Odnowiciel zwyciężył go w bitwie i przywrócił władzę Piastów nad Mazowszem.
W 1075 za panowania Bolesława Śmiałego zostało utworzone biskupstwo mazowieckie ze stolicą w Płocku.

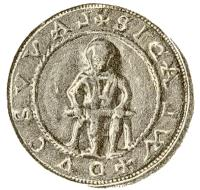
Pieczęć Władysława Hermana

Po wygnaniu Bolesława Śmiałego jego brat Władysław Herman w 1079 roku przejął władzę w państwie. W tym czasie głównym ośrodkiem władzy stał się Płock, ponieważ było to główne miejsce rezydowania Hermana (być może już wcześniej był tu namiestnikiem brata). Pierwsze małżeństwo Hermana z Judytą przyczyniło się do rozszerzenia wpływów kultury czeskiej. Druga żona Hermana Judyta Maria Salicka (córka cesarza Henryka III) niewątpliwie wprowadziła na dwór aktualne wątki kultury europejskiej. Władysław Herman dbał o to, żeby kościół płocki oraz dwór przeniesiony z Krakowa sprostał potrzebom nowej rezydencji władcy. W tym czasie powstała katedra, której skala być może nie odbiegała znacznie od zaczętej przez Bolesława Szczodrego katedry wawelskiej, oraz co najmniej dwa inne murowane budynki. Tu znajdowała się kancelaria książęca wystawiająca dokumenty państwowe pieczętowane pieczęcią panującego, szkoła kształcąca młodzież feudalną i przygotowująca ją do objęcia ważnych stanowisk państwowych. Tu – jak wskazuje na to koncentracja znalezisk skarbów srebrnych – skupiało się liczne grono wielmożów piastujących wysokie dostojeństwa i godności państwowe, doradców monarszych, obcych posłów.
W 1102 r. zmarł Władysław Herman. Odtąd Płock był kolejno pod władzą jego synów: Zbigniewa i Bolesława Krzywoustego. Bolesław Krzywousty wychowany był na dworze Hermana i swej macochy Judyty Marii. Obeznany w czasie swych pobytów za granicą z dziełami sztuki zachodniej, reprezentował typ księcia wychowanego w klimacie bezpośrednich wpływów kultury zachodniej. Konieczność, która związała Bolesława Krzywoustego z polami bitewnymi, ograniczała możliwość osobistej działalności kulturowej monarchy w Płocku.
W latach 1130–1144 biskup płocki Aleksander z Malonne wybudował nową katedrę w stylu romańskim, zajmującą obszar niewiele mniejszy niż obecnie. Jeden z najwspanialszych przejawów mecenatu artystycznego Aleksandra z Malonne stanowią brązowe drzwi zamówione dla katedry płockiej w Magdeburgu, znane z pierwszego opisu dokonanego przez Joachima Lelewela jako drzwi płockie. W drugiej połowie XIII stulecia znalazły się jednak w zachodnim portalu soboru św. Sofii w Nowogrodzie, gdzie znajdują się do chwili obecnej.
Od 1138 roku Płock stał się stolicą książąt mazowieckich, którzy rządzili bądź całym Mazowszem, bądź księstwem płockim i przyłączonymi doń ziemiami.
Około 1180 roku została założona w Płocku przy kolegiacie św. Michała szkoła, która jako jedyna z polskich szkół powstałych w średniowieczu przetrwała do naszych czasów (obecnie Liceum Ogólnokształcące im. Marszałka Stanisława Małachowskiego w Płocku).

## Najazdy
Wiek XII i XIII to okres częstych napadów i klęsk wojennych, co zdecydowanie zahamowało rozwój grodu. Najgroźniejsze z nich miały miejsce w 1222 i 1243, kiedy to Płock został napadnięty dwukrotnie z północy przez Prusów. W 1237 roku znajdująca się przy grodzie osada otrzymała prawa miejskie (na prawie chełmińskim). Akt ten, zawierający elementy prawa polskiego i obcego, zachował się do naszych czasów w dokumencie biskupa płockiego Piotra I.
W odwecie za sojusz Mazowsza z Krzyżakami w 1262 roku nastąpił najazd litewski litewskiego księcia Mendoga, będącego w sojuszu z ruskim księciem Szwarnem. Podczas nieobecności w Płocku władcy Mazowsza Ziemowita I, który wyjechał do Jazdowa, jeden z oddziałów litewskich, dzięki zaskoczeniu i znacznej przewadze liczebnej, zdobył Płock i spalił zamek wraz z miastem, zdobywając łupy. Istnieje przypuszczenie, że podczas właśnie tej wyprawy zostały wywiezione z Płocka brązowe drzwi katedry.
W 1266 roku miał miejsce najazd litewski na Mazowsze i Płock.

## Rozwój Płocka
Około 1300 r. dokonano kolejnej lokacji, związanej z nowym rozmierzeniem miasta w bezpośrednim sąsiedztwie starszego ośrodka i dezurbanizacją terenu miasta pierwszej lokacji. W latach 1351–1370 król polski Kazimierz Wielki był jednocześnie księciem płockim. Powiększył teren miasta poprzez połączenie nowego miasta i części starszego w jeden organizm i nadał mu prawo chełmińskie, a także zwolnił je od czynszów i innych ciężarów. Z inicjatywy króla na terenie grodu powstał nowy murowany zamek, otoczony podwójnym pasem murów obronnych i fosą, z wjazdem przez bramę w wieży szlacheckiej. Nowe miasto zostało otoczone nowoczesnymi fortyfikacjami, a wjazdu do miasta strzegły trzy bramy: Dobrzyńska, Bielska i Wyszogrodzka. Płock korzystał z opiekuńczego stanowiska króla wobec miast, zwłaszcza odgrywających poważniejszą rolę polityczną i gospodarczą, tym więcej, że pewne znaczenie dla uprzywilejowania Płocka miał też niechętny stosunek króla do Poznania, który stracił w pewnej mierze swą pozycję z powodu zajęcia Gdańska przez Krzyżaków.
Ta sytuacja polityczna, polepszające się warunki gospodarcze i zwiększenie się bezpieczeństwa w opasanym murami mieście rzutowały na wzrost możliwości rozwojowych Płocka. Ziemowit III (1370–1381) i Ziemowit IV (1381–1426) to dwaj wybitni władcy Mazowsza i Płocka. Pierwszy bił własne pieniądze z napisem łacińskim: moneta płocka, drugi był kontrkandydatem Władysława Jagiełły do ręki Jadwigi i do korony polskiej. Później ożenił się z siostrą Jagiełły, Aleksandrą, która ufundowała w Płocku w 1405 r. szpital św. Trójcy, do dziś istniejący.
Za rządów Ziemowita IV Płock nawiązał stałe kontakty z odnowionym w 1400 r. Uniwersytetem Krakowskim. Wśród pierwszych studentów znaleźli się m.in. dwaj synowie mieszczan płockich. W 1495 r. po śmierci ostatniego księcia płockiego Janusza II, wybitnego i popularnego Piasta mazowieckiego, Jan Olbracht przyłączył księstwo płockie do Korony. Odtąd aż do rozbiorów Płock był stolicą województwa płockiego. Wiek XV i wiek XVI to okresy pomyślne w dziejach Płocka. Szczególnie po pokoju toruńskim (1466 r.) Płock czerpał znaczne korzyści z handlu na szlaku Włodzimierz – Toruń i ze spływu zboża do Gdańska. Były czynne wytwórnie sukna i płótna, młyny, spichrze i browary. Działały liczne cechy rzemieślnicze. W sprzyjającym klimacie polskiego Odrodzenia rozwijało się szkolnictwo oraz życie kulturalne i artystyczne.
W 1564 r. Płock liczbą domów (600) prawie nie ustępował Warszawie. Mieszkało w nim około 5000 osób (1578 r.), podczas gdy ludność Krakowa wynosiła 20 000, a Warszawy 10 000. W oparciu o przywilej Jana Olbrachta z 1498 r. uruchomiono w pierwszej połowie XVI wieku wodociągi, które były czynne przez szereg lat.

## Zmierzch świetności
W wieku XVII położenie Płocka zaczęło się zmieniać na gorsze. Był to z jednej strony skutek zwiększającego się upośledzenia polityczno-społecznego mieszczaństwa w Polsce, z drugiej strony – wynik coraz większej konkurencji ze strony Warszawy, nowej stolicy kraju. Miasto ponosiło ciężkie klęski zapowiadające jego upadek. Pożar w roku 1616 pochłonął dużą część miasta: począwszy od ulicy Bielskiej wraz z kościołem św. Ducha, cały Rynek, ulicę Grodzką, św. Michała i Piekarską. Kolejne mniejsze pożary w latach 1641 i 1651 strawiły częściowo drewnianą zabudowę miasta.
W czasie głodu i wielkiej epidemii w latach 1624–1625 zginęło około 1500 mieszkańców. Prawdziwy jednak upadek miasta przyniosły wojny szwedzkie w latach 1656–1657 r. i wojna północna (1700–1721). Walki i przemarsze wojsk, mordy i rabunki, pożary i zarazy wyniszczyły i wyludniły miasto. W r. 1664 było w nim tylko 140 domów, a w 1782 tylko 1411 mieszkańców
W drugiej połowie XVIII w. podjęte reformy odbiły się korzystnie na życiu Płocka. Zaczęła się rozwijać Szkoła Płocka, upaństwowiona i zreorganizowana przez Komisję Edukacji Narodowej. Dzięki Konstytucji 3 Maja, entuzjastycznie przyjętej w Płocku, mieszczanie zyskali prawa szlachty oraz wybieralne urzędy i sądy miejskie.

## Lata rozbiorów
W 1793 r. w wyniku drugiego rozbioru Polski Płock dostał się pod panowanie Prus. Cechowała je stopniowa, systematyczna germanizacja miasta i okolic, miasto w tym czasie było kreowane na stolicę regencji Nowych Prus Wschodnich. W roku 1797 przeniesiono do miasta Sąd Wyższy. Zaprojektowano i częściowo zrealizowano nowe założenia urbanistyczne: zniesiono mury miejskie, urządzając na ich miejscu nowe ciągi uliczne, wybudowano więzienie. Przeobrażono ogólny układ komunikacyjny. Powstały nowe ulice: Grodzka, Warszawska, Tumska, Wielkie Aleje.
W okresie Wielkiego Księstwa Warszawskiego Płock był stolicą departamentu płockiego, którego prefekt Rajmund Rembieliński mimo wojennych czasów napoleońskich założył w Płocku w 1809 r. drukarnię oraz przerobił zdewastowany przez Prusaków kościół św. Trójcy na teatr.
W czasach Królestwa Kongresowego Płock liczący w roku 1816 już 1518 mieszkańców stał się miastem wojewódzkim, na czele którego stał energiczny administrator Florian Kobyliński. W 1820 roku dzięki zgrupowanej wokół szkoły wojewódzkiej nielicznej, lecz aktywnej garstce inteligencji powstało Towarzystwo Naukowe Płockie wywierające zasadniczy wpływ na rozwój życia umysłowego intelektualnej elity miasta.
W powstaniu listopadowym płocczanie wzięli czynny udział, ale niestety w wyniku klęski byli świadkami odwrotu wojsk polskich oraz ostatniego posiedzenia sejmu powstańczego, odbytego 23 września 1831 na ratuszu płockim.
W okresie powstania styczniowego Płock miał być siedzibą mającego się ujawnić Rządu Narodowego. Oswobodzenie miasta miało również pewne znaczenie strategiczne. Przy sprzyjającym rozwoju powstania można było liczyć na wyrzucenie wroga z płn.-zach. części Królestwa między prawym brzegiem Wisły a kordonem pruskim, dzięki czemu uzyskano by większą swobodę do dalszych działań. Niestety atak powstańców na garnizon rosyjski został odparty. W dniu 15 maja 1863 roku został w Płocku rozstrzelany Zygmunt Padlewski, powstańczy naczelnik województwa płockiego. Po klęsce powstania styczniowego nastąpił okres represji, walki z przejawami patriotyzmu i postępu – okres rusyfikacji. Przerwanie działalności Towarzystwa Naukowego Płockiego spowodowało osłabienie ruchu umysłowego w mieście.
Astronom i lekarz Jan Walery Jędrzejewicz wygłaszał w Płocku odczyty oraz publikował w płockich periodykach efekty swych prac.
Pod koniec XIX miasto liczyło ponad 27 tysięcy mieszkańców, jednak jego położenie gospodarcze nie przedstawiało się najlepiej. Słabo uprzemysłowione miasto nie miało szans na zatrudnienie szybko wzrastającej ubogiej ludności. Zwiększające się bezrobocie spowodowało emigrację i narastanie konfliktu społecznego.
W okresie rewolucji 1905 roku były w Płocku strajki, demonstracje i walki z policją. Poważnym sukcesem zakończył się strajk szkolny, gdyż wywalczono szkoły prywatne z językiem wykładowym polskim (np. obecne Liceum im. Władysława Jagiełły). W okresie tym działały także płockie organizacje SDKPiL i PPS-Lewicy z wybijającymi się na czoło młodymi: Julianem Leszczyńskim-Leńskim, Eugeniuszem Przybyszewskim i Mirosławem Zdziarskim. W 1907 r. wznowiło swą działalność Towarzystwo Naukowe Płockie.

## I wojna i okres międzywojenny
W okresie I wojny światowej Niemcy zajęli Płock już w lutym 1915 r. Działania wojenne na ogół oszczędziły Płock, ale sama wojna i okupacja zaciążyły nad życiem miasta. W 1916 r. Niemcy dla celów wojskowych zbudowali na Wiśle stały most drewniany. 
Na fali ogólnego entuzjazmu w listopadzie 1918 r. płocczanie rozbroili garnizon niemiecki. Na przełomie 1918 i 1919 roku w mieście nasilają się nastroje radykalne wśród robotników i okolicznych chłopów. 20 stycznia 1919 r. odbył się w mieście strajk powszechny robotników. Do miejscowej Rady Delegatów Robotniczych wybrano 35 członków PPS - Frakcji Rewolucyjnej, 15 członków Komunistycznej Partii Robotniczej Polski i "Bundu" oraz 8 przedstawicieli związków zawodowych. 30 kwietnia w mieście wprowadzono stan wyjątkowy. Na skutek demonstracji socjalistów i komunistów składa dymisję nowy komisarz rządowy. Do miasta wkraczają oddziały gen. Hallera. Robotnicy uniemożliwiają wyjazd członków Milicji Ludowej na front. Jednak PPS wyłamuje się z jednolitego frontu z komunistami w Radzie Delegatów Robotniczych w mieście i pacyfikuje radykalne nastroje. Jeszcze w listopadzie 1919 r. Rada Miasta przyjęła rezolucję wzywającą władze centralne do ogłoszenia amnestii wobec więźniów politycznych. W celu przekazania petycji do stolicy wyjechał prezydent m. Płocka A. Michalski.
Nastroje dużej części ludności podczas wojny polsko - bolszewickiej w lipcu 1920 roku opisywał korespondent miejscowego "Miesięcznika Diecezji Płockiej": "(...) lud ten długo nie wierzył, że bolszewicy to nie dawniejsi Rosjanie. Przemowy z ambon i na licznych wiecach nie przekonywały go. I dlatego nawet w obliczu wroga wielu z tutejszej ludności sympatyzowało z nim, po cichu pragnęło jego rychłego przybycia w niemaniu, że wróg ten przywróci im utracone przez długoletnią wojnę dobra, zaprowani sprawiedliwość i raj na ziemi".
18–19 sierpnia 1920 miała miejsce 21-godzinna obrona miasta przed bolszewikami, którzy tu się skierowali po nieudanym ataku na Włocławek. W toku walk zginęło 250 osób, a 300 odniosło rany. Po zwycięskiej bitwie doszło w mieście do ekscesów antysemickich. Oddziały gen. Hallera rozstrzelały płockiego rabina Chaima Szapirę, oskarżonego przez żołnierzy, że z balkonu swojego mieszkania wskazywał wojskom bolszewickim, jak dojść do bronionej przez Polaków barykady. Za rabinem wstawili się rajcy miejscy, ale nie odniosło to skutku (rozprawy sądowe prowadzone w celu rehabilitacji Szapiry ciągnęły się przez cały okres międzywojenny sabotowane przez władze wojskowe).
W latach 1918–1939 Płock był już tylko siedzibą władz miejskich i powiatowych. W 1923 r. włączono do miasta lewobrzeżne Radziwie. Oprócz znacznej liczby szkół były czynne: Towarzystwo Naukowe Płockie, Klub Artystyczny Płocczan oraz kilka innych placówek kulturalnych. Wychodziły miejscowe czasopisma. Płock zyskał połączenie kolejowe przez Kutno i przez Sierpc oraz łączący obie linie most stalowy na Wiśle. Wobec niedostatecznej ilości inwestycji i braku większych zakładów przemysłowych w mieście panowała jednak stagnacja gospodarcza i bezrobocie, sięgające 3500 osób. Bezrobotni ci wraz z rodzinami stanowili dużą część ludności miasta, liczącego w 1938 r. – 33,8 tysiąca mieszkańców. Wśród robotników i bezrobotnych duże wpływy miały PPS i KPP. Odbywały się demonstracje, w czasie których dochodziło do starć z policją.

## II wojna i lata okupacji
Po wybuchu II wojny światowej, 9 września 1939 r. do Płocka wkroczyły oddziały niemieckie. Miasto zostało włączone do III Rzeszy jako część rejencji ciechanowskiej wchodzącej w skład Prus Wschodnich. Okupanci przystąpili do wysiedleń, które objęły ludność żydowską i część ludności polskiej. Odbywały się łapanki uliczne, aresztowania i egzekucje. Wywożono ludzi do obozów koncentracyjnych i na roboty przymusowe w głąb Niemiec. Pewną liczbę budynków wyburzono, m.in. część dzielnicy żydowskiej. Rozebrano także teatr miejski. Zniszczenia materialne były jednak znacznie mniejsze od ogromnych strat w ludziach. Ofiarą terroru okupantów padła 1/3 ludności Płocka, tj. przeszło 11 tysięcy osób (w tym około 8 tysięcy Żydów płockich). W czasie okupacji miasto nosiło (od 21.05.1941) niemiecką nazwę Schröttersburg, na cześć barona Friedricha Leopolda von Schröttera.
21 stycznia 1945 r. do miasta wkroczyły oddziały radzieckie z 70 armii II Frontu Białoruskiego (na grobach poległych żołnierzy na pl. Obrońców Warszawy ustawiono w 1945 roku pomnik ich czci).

## Historia współczesna
Okres rozwoju Płocka w dobie Polski Ludowej dzieli się na dwa etapy, rozgraniczone rokiem 1960, w którym rozpoczęto budowę wielkiej rafinerii ropy naftowej (tzw. kombinatu petrochemicznego).
Płock, który dopiero w 1950 r. przekroczył liczbę 33 000 mieszkańców, zbliżając się do liczby mieszkańców, jaką miał w 1938 roku, wszedł po usunięciu okupanta wraz z całym krajem w fazę odbudowy i przebudowy gospodarczej. Po uporaniu się ze skutkami wojny miasto przebyło okres małej industrializacji, w czasie którego odbudowano i zmodernizowano istniejące zakłady przemysłowe i zbudowano kilka nowych. Stopniowemu rozwojowi gospodarczemu i poprawie warunków bytowych ludności towarzyszył rozwój szkolnictwa i wzrost konsumpcji kulturalnej.
Radio, które w 1960 roku przekroczyło liczbę 10 000 abonentów, a w 1978 roku osiągnęło już 25 151, rozszerzające się czytelnictwo książek i prasy, prawie dwukrotny wzrost liczby kin i seansów, stałe dojazdy teatrów, koncerty, coraz częściej urządzane wystawy malarstwa lub rzeźby i różnorodne imprezy, wreszcie erupcja telewizji (w roku 1960 – 600 abonentów, w 1970 – 11 810, w 1978 – 23 485) – stanowiły drogi i świadectwo wzrostu upowszechnienia kultury masowej.

## Kalendarium
- IX-X w. – ośrodek kultu pogańskiego na obecnym Wzgórzu Tumskim
- X w. – budowa warownego grodu książęcego
- ok. 1009 r. – sprowadzenie do Płocka benedyktynów
- 1031 r. – gród zostaje zniszczony przez ruską wyprawę Jarosława i Mścisława Włodzimierzowiczów
- 1037–1047 – Płock stolicą samodzielnego państwa Masława, cześnika Mieszka II
- 1075 r. – założenie biskupstwa mazowieckiego, później nazwanego płockim z siedzibą w Płocku, pierwszym biskupem był Marek
- 1079–1138 – Płock stolicą Polski – okres panowania Władysława I Hermana (1079–1102) i Bolesława III Krzywoustego (1102–1138)
- 20 sierpnia 1085 lub 1086 r. – w Płocku urodził się Bolesław III Krzywousty
- XII w. – po raz pierwszy w dokumentach łacińskich pojawia się nazwa „Płock”
- 1130–1144 – na Wzgórzu Zamkowym zostaje wybudowana katedra romańska, wzniesiona przez biskupa Aleksandra z Malonne
- 1138 r. – umiera Bolesław Krzywousty, Płock stał się stolicą dzielnicy mazowieckiej i siedzibą książąt mazowieckich
- 1177 r. – po raz pierwszy wybita została moneta płocka
- 1180 r. – przy kolegiacie św. Michała powstaje szkoła elementarna, która jako jedyna z powstałych w średniowieczu działa do dzisiejszego dnia (obecnie jako Liceum Ogólnokształcące im. marsz. Stanisława Małachowskiego – popularna „Małachowianka”)
- 1237 r. – miasto uzyskuje przywilej lokacyjny na prawie polskim od Konrada mazowieckiego
- 1255 r. – potwierdzono i rozszerzono przywileje miejskie przez Księcia Siemowita I
- 1262 r. – spaleniu ulega zamek i miasto – najazd Litwinów i Rusinów pod wodzą Mendoga
- 1286 r. – kolejne spalenie Płocka przez Litwinów i Rusinów
- 1325 r. – spalenie Płocka przez rycerstwo małopolskie pod wodzą Władysława Łokietka
- 1329 r. – Płock oblężony przez króla czeskiego Jana Luksemburczyka i mistrza krzyżackiego Wernera – księstwo płockie lennem czeskim
- 1351–1370 – księstwo płockie pod zwierzchnością Kazimierza Wielkiego, powstają fortyfikacje miejskie, nowy gotycki zamek oraz kościół farny (obecnie kolegiacki), a przy nim najstarsza płocka parafia – św. Bartłomieja
- 1405 r. – księżna Aleksandra, siostra króla Władysława Jagiełły, a żona księcia Siemowita IV funduje szpital św. Trójcy (funkcjonujący do dzisiejszego dnia)
- 1410 r. – Płock stanowi główną bazę zaopatrzeniową wojsk polskich w czasie Wielkiej Wojny z Zakonem Krzyżackim
- 1435 r. – ponowienie przywileju miejskiego (prawo chełmińskie) przez księcia Władysława I
- 1495 r. – śmierć ostatniego księcia płockiego, Janusza II i przyłączenie księstwa płockiego do Korony – miasto zostaje stolicą województwa i starostwa płockiego
- 1496 r. – miasto uzyskuje przywilej budowy wodociągów
- 1511 r. – wielki pożar niszczy miasto i zamek
- 1529 r. – starostwo płockie przechodzi w ręce królowej Bony
- 1532 r. – osunięcie skarpy wiślanej niszczy część zabudowań zamkowych
- 1534 r. – burmistrz Jan Alantsee buduje wodociągi miejskie
- 1564 r. – liczba budynków w mieście wzrasta do 600, dorównując liczbie domów ówczesnej Warszawy
- 1603 r. – wielka epidemia zabija ponad 2 tysiące mieszkańców
- 1616 r. – spłonęło ponad 70% miasta
- 1625 r. – kolejna epidemia zabija 2 tysiące mieszkańców
- 1657 r. – zniszczenie Płocka przez wojska szwedzkie
- 1705 r. – kolejne zniszczenie miasta w czasie wojny północnej
- 1793–1816 – po II rozbiorze Polski miasto pod okupacją pruską staje się siedzibą władz kamery i regencji
- 1803–1816 – rozebranie murów obronnych i bram miejskich
- 1806 r. – wojska francuskie w Płocku
- 1807 r. – Płock zostaje stolicą departamentu w Księstwie Warszawskim, prefektem zostaje Rajmund Rembieliński
- 1812 r. – założenie teatru w budynku dawnego kościoła św. Trójcy
- 1815 r. – Płock zostaje miastem wojewódzkim w Królestwie Polskim
- 1820 r. – założono Towarzystwo Naukowe Płockie, TNP
- 1824 r. – wydano pierwsze płockie czasopismo „Dziedzilia – czyli Pamiętnik Płocki”
- 1824–1827 – Jakub Kubicki wznosi klasycystyczny budynek ratusza płockiego, czyli część środkową obecnego ratusza
- 1825 r. – car Aleksander I odwiedza Płock
- 1831 r. – w Płocku obraduje ostatnia sesja sejmu powstańczego Królestwa Polskiego
- 1836–1839 – budowa mostu łyżwowego na Wiśle
- 1837 r. – Płock staje się stolicą guberni
- 1846 r. – uruchomienie żeglugi parowej na Wiśle

- 1869 r.
  - uruchomienie Szkoły Niedzielno-Handlowej (jednej z pierwszych szkół zawodowych na obszarze Polski) – obecnie Zespół Szkół Ekonomiczno-Kupieckich im. L. Krzywickiego
  - zorganizowanie spółdzielczego Stowarzyszenia Spożywców „Zgoda”, jednej z pierwszych spółdzielni na ziemiach polskich
- 2 sierpnia 1893 r. – św. Maria Franciszka Kozłowska otrzymała objawienie Dzieła Wielkiego Miłosierdzia dla świata w płockim kościele seminaryjnym.
- 1906 r. – zostaje założone Gimnazjum Polskiej Macierzy Szkolnej obecnie Liceum Ogólnokształcące im. Władysława Jagiełły
  - 24/25 grudnia – pierwsza Msza Święta w języku polskim odprawiona w kaplicy sióstr mariawitek
- 15 sierpnia 1914 – zakończenie budowy i konsekracja kompleksu katedralno-klasztornego mariawitów nazwanego później Świątynią Miłosierdzia i Miłości.
- 18–19 sierpnia 1920 r. – bohaterska obrona mieszkańców Płocka przed nawałą rosyjską podczas wojny – polsko bolszewickiej
- 10 kwietnia 1921 r. – Marszałek Józef Piłsudski odznaczył miasto Płock Krzyżem Walecznych „w uznaniu bohaterstwa wykazanego przez ludność cywilną miasta Płocka w dniach 18-go i 19-go sierpnia 1920 r., podczas najazdu bolszewików”[15][16]
- 22 lutego 1931 r. – siostra Maria Faustyna Kowalska przebywając w Płocku, w klasztorze Zgromadzenia Sióstr Matki Bożej Miłosierdzia przy Starym Rynku 14/18 (obecnie Sanktuarium Miłosierdzia Bożego przy Starym Rynku 14/18) miała objawienie Jezusa Miłosiernego uznane przez Kościół rzymskokatolicki. Na podstawie tej wizji wymalowano obraz Jezu, ufam Tobie, czczony dziś na całym świecie
- 1937–1938 – budowa stałego mostu drogowo-kolejowego na Wiśle.
- 1939 r. – włączenie Płocka w granice III Rzeszy jako siedziby powiatu w rejencji ciechanowskiej, miasto zostaje przemianowane na Schröttersburg
- 28 lutego 1940 r. – bł. abp Antoni Julian Nowowiejski i bp Leon Wetmański, aresztowani w Płocku i wywiezieni do Słupna, potem do niemieckiego obozu koncentracyjnego Soldau (KL) w Działdowie do celi nr 12, gdzie ich szczególnie szykanowano. Abp A. J. Nowowiejski poddawany był różnym torturom moralnym i fizycznym, między innymi próbom profanacji krzyża i nie załamał się. Zamordowany 28 maja 1941.
- 19 lutego 1941 r. – aresztowania kapłanów (m.in. ks. Franciszka Giergielewicza (1886–1941) proboszcza w Płocku-Radziwiu), a po przeprowadzeniu rewizji na plebaniach skierowanie ich do obozu koncentracyjnego Soldau (KL).
- 21 stycznia 1945 r. – wyzwolenie miasta przez Wojsko Polskie i oddziały radzieckie I Frontu Białoruskiego
- 1947 r. – założenie klubu piłki nożnej Wisła Płock
- 1951 r. – powołanie do życia Ogrodu Zoologicznego w Płocku
- 1959 r. – zapada decyzja o budowie Mazowieckich Zakładów Rafineryjnych i Petrochemicznych, późniejszej Petrochemii Płock, a obecnie PKN Orlen
- luty 1963 r. - I Festiwal Poezji im. Władysława Broniewskiego (coroczny), zorganizowany przez Towarzystwo Naukowe Płockie i Miejską Radę Narodową[17]
- 24 czerwca 1966 r. – uchwałą Rady Państwa miasto odznaczone zostało Orderem Sztandaru Pracy I Klasy za zasługi w ruchu robotniczym i wkład w budownictwo socjalistyczne[18].
- 26 czerwca 1966r. -   wielka manifestacja społeczeństwa miasta z okazji 10ciu wieków Płocka[18].
- 1970 r. – uruchomienie III Liceum Ogólnokształcącego
- 9 kwietnia 1973 r. – otwarcie Wojewódzkiego Szpitala Zespolonego na Winiarach
- 1975 r. – miasto staje się siedzibą województwa, powstają nowe drogi, zakłady przemysłowe; miasto rozbudowuje się, znaczący wzrost liczby mieszkańców
- 25 czerwca 1976 r. – rozpoczęcie strajków robotniczych w Mazowieckich Zakładach Rafineryjnych i Petrochemicznych, Przedsiębiorstwie Remontowo-Montażowym „Naftoremont” oraz Przedsiębiorstwie Robót Elektrycznych „Elektromontaż[19]” na fali podwyżek cen żywności ogłoszonych przez rząd Piotra Jaroszewicza dzień wcześniej
- 1982 r. – powódź zalewa Radziwie; rozpoczyna się budowa Podolszyc
- 1991 r. – w dniach 7 i 8 czerwca Płock odwiedza papież Jan Paweł II

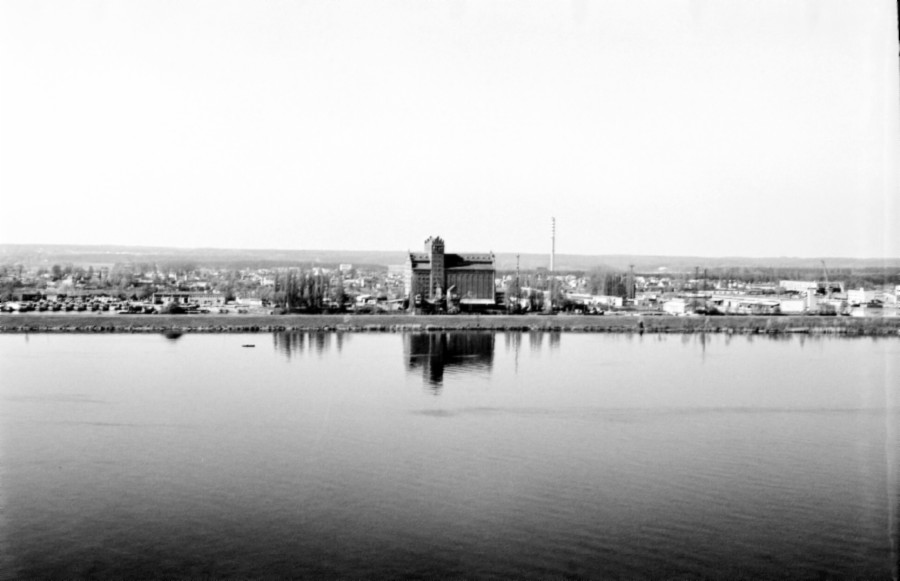
Radziwie

- 1999 r. – Płock zostaje siedzibą powiatu w województwie mazowieckim. Płock przestaje być siedzibą wiejskiej gminy Słupno (siedziba przeniesiona do Słupna)
- 2002 r. – rozpoczyna się budowa drugiej przeprawy mostowej – najdłuższego mostu wiszącego w Polsce, będącego zaczątkiem nowego układu komunikacyjnego miasta – Most Solidarności
- 2007 r. – Płock obchodzi święto 770-lecia lokacji miasta (1237):
  - 13 października – oddano do użytku nowy most na Wiśle – Most Solidarności
  - grudzień – zlecenie opracowania „studium wykonalności” linii tramwajowej w mieście.
- 1 lutego 2008 r. – po dwóch latach generalnego remontu Teatr Dramatyczny im. Jerzego Szaniawskiego zostaje otwarty.
- 26 lutego 2008 r. – Rada Miasta Płocka uchwaliła nowy Statut Miasta Płocka[20], który zgodnie ze swoim zapisem nadał miastu oficjalną, pełną i formalną prawnie nazwę: „Stołeczne Książęce Miasto Płock”.

## Galeria

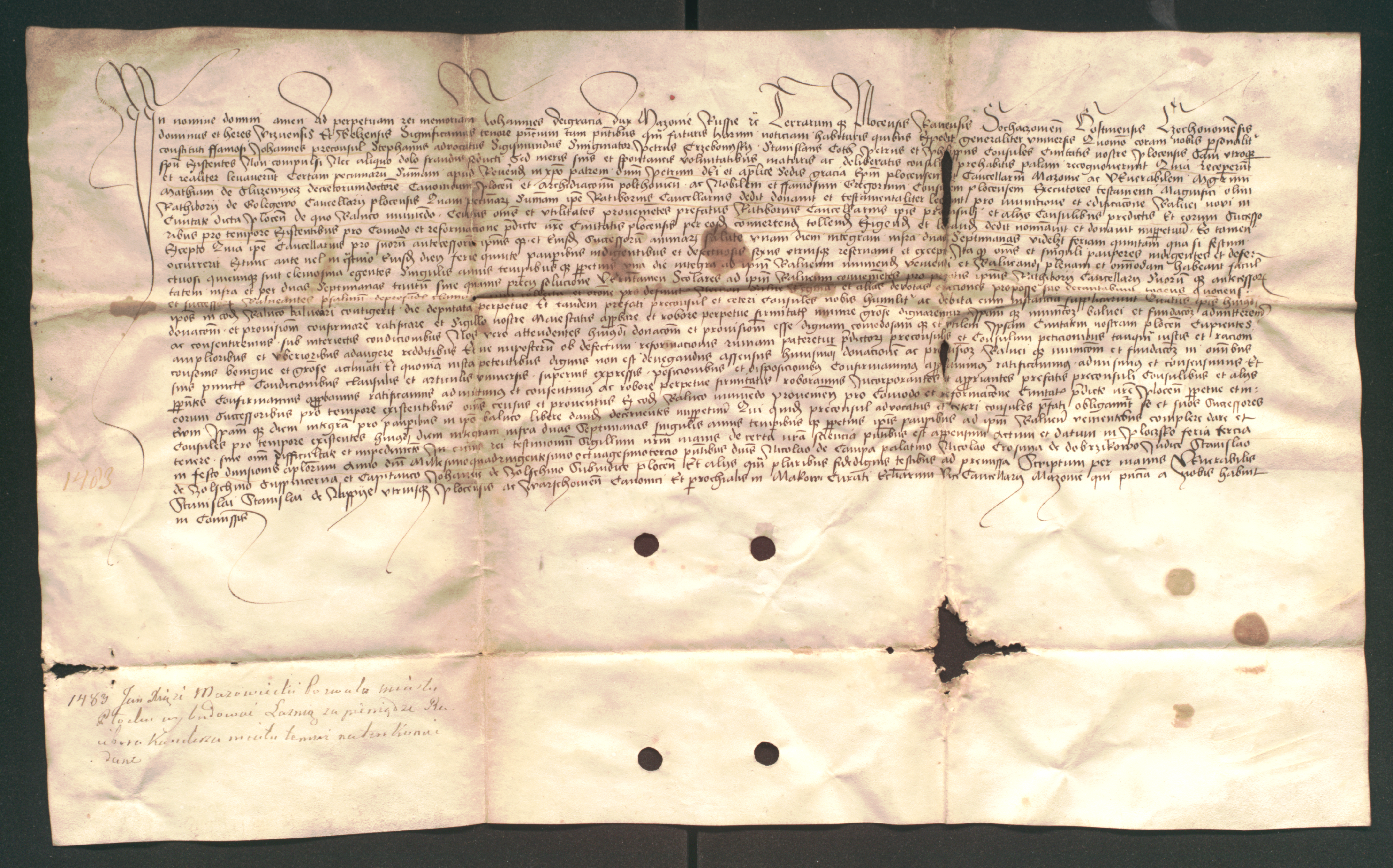
Janusz II, książę mazowiecki, pozwala rajcom płockim na zbudowanie łaźni dla miasta (1483 r.)
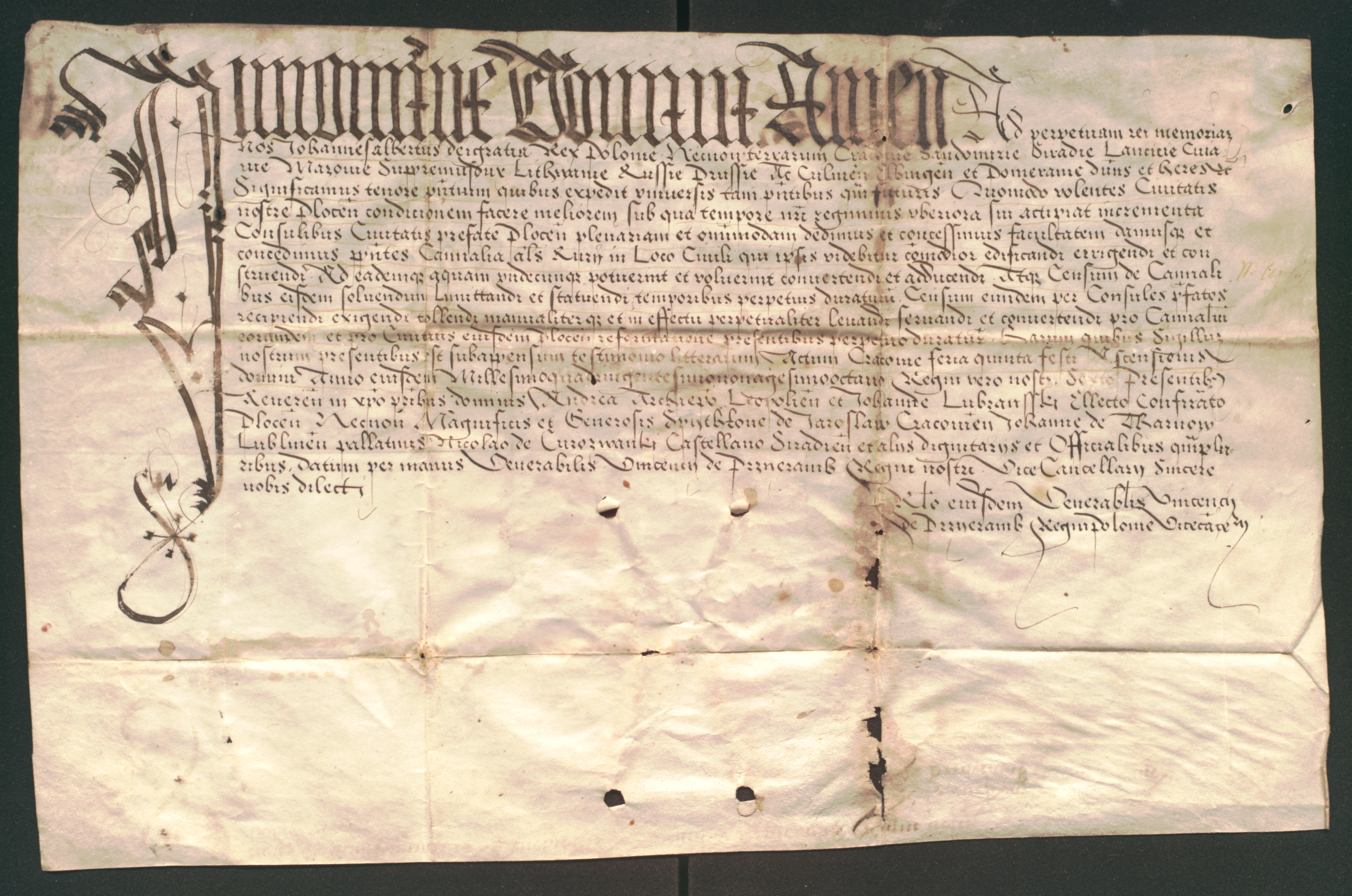
Jan Olbracht, król polski, pozwala rajcom płockim zaprowadzić w mieście Płocku wodociąg (1498 r.)
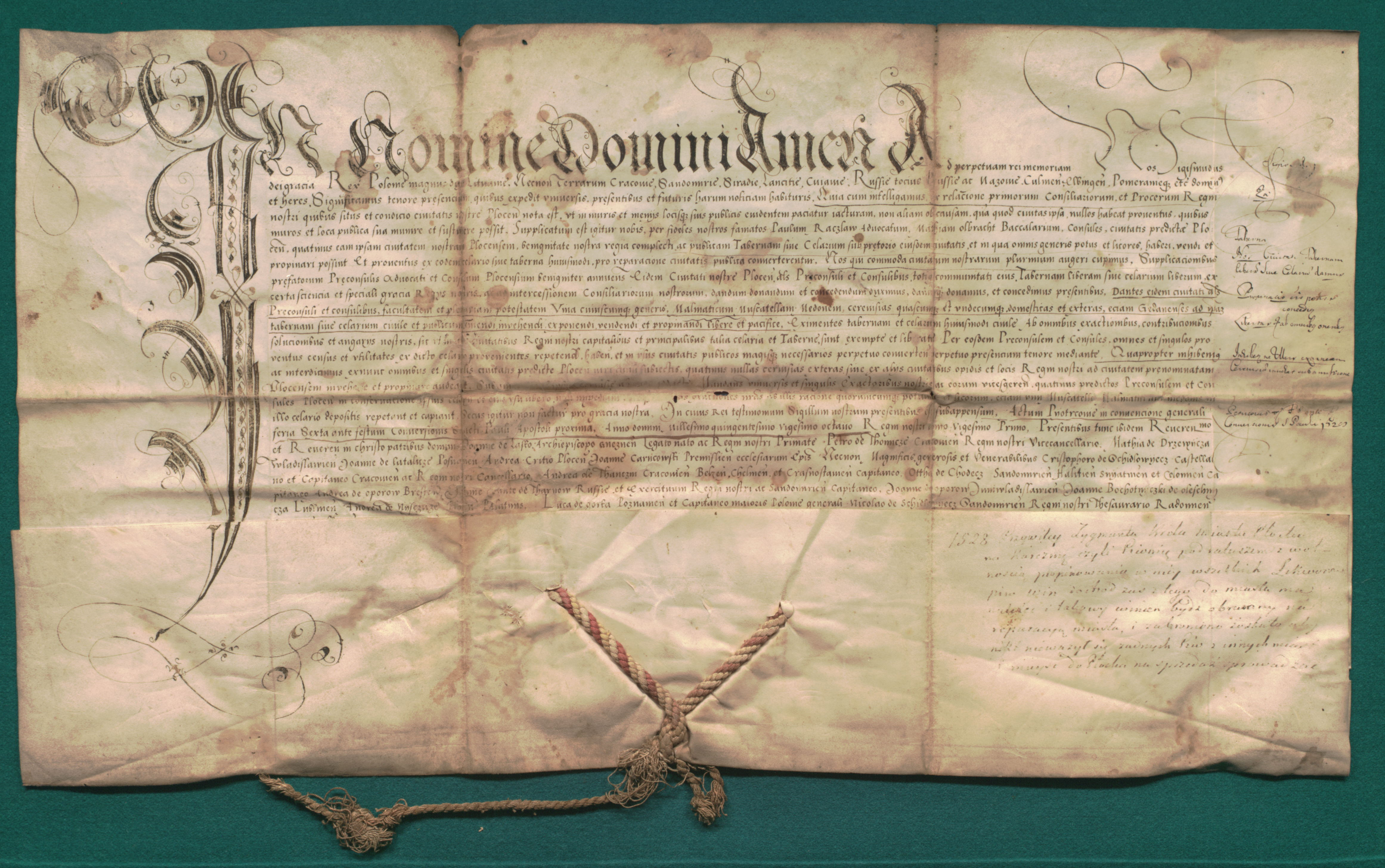
Zygmunt Stary, król polski, daje miastu Płocku prawo prowadzenia piwnicy z wyszynkiem trunków na prawie wyłączności, z których dochody mają być przeznaczone na naprawę murów i gmachów publicznych (1528 r.)
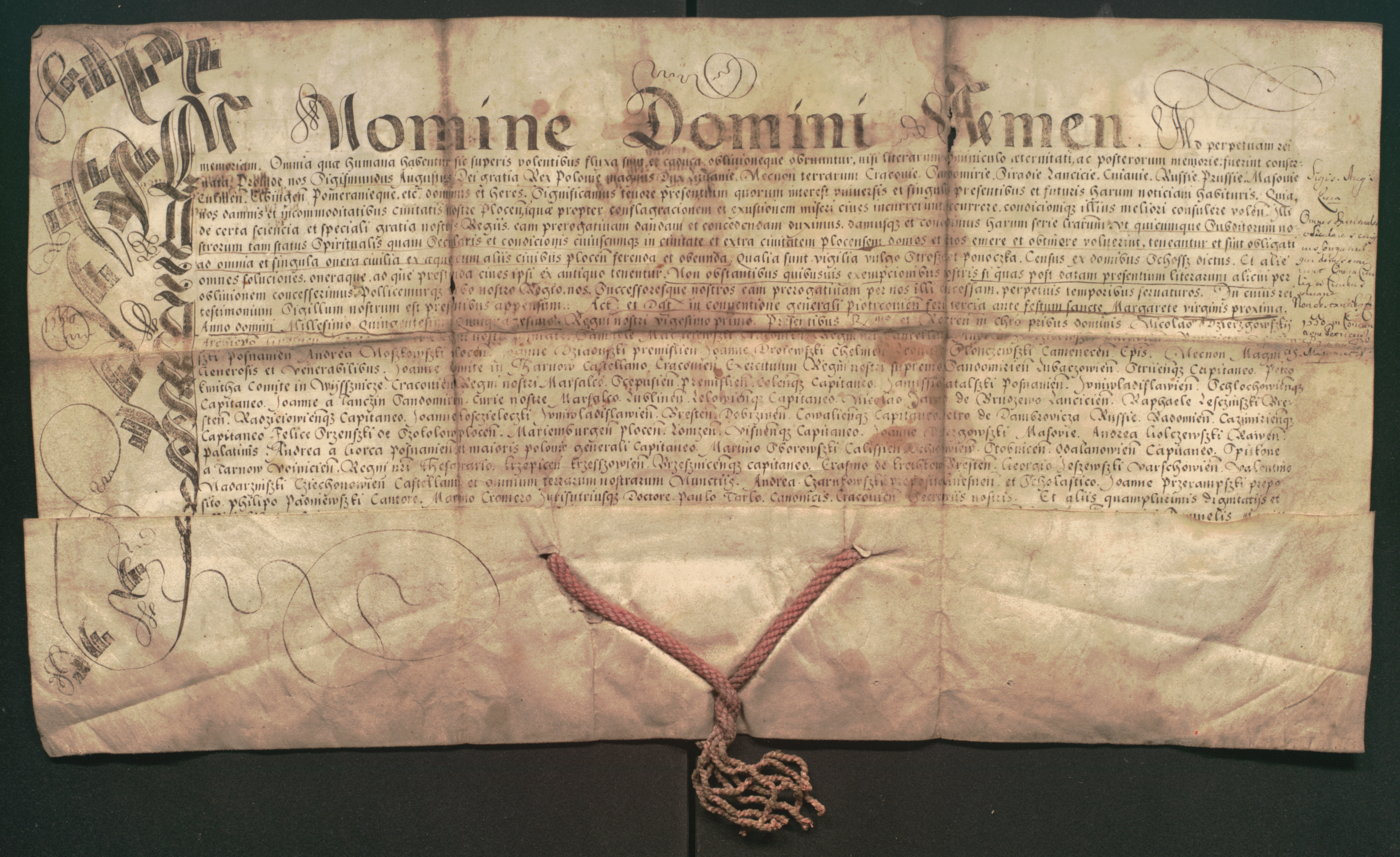
Zygmunt August, krol polski, nadaje miastu Plock przywilej pobierania czynszow i wszelkich podatkow od obywateli kupujących domy i place na terenie miasta poza jego murami (1550 r.)